# Bakkar
Pour les articles homonymes, voir Khnata bent Bakkar.
Bakkar (en arabe : بكار) est une série d'animation égyptienne pour enfants très populaire. Produite par l'Union de la radio et de la télévision égyptienne (ERTU), elle a d'abord été réalisée par Mona Abul-Nasr.
Le premier épisode d'environ 5 minutes est diffusé en 1998, suivi par 252 autres. Après le décès de Mona Abul-Nasr, la réalisation est reprise par son fils Sharif Famal. En 2007 des problèmes de production interrompent la série, qui reprend en 2015 avec des épisodes portés à 12 minutes.
Selon la réalisatrice, l'idée du personnage Bakkar lui est venue lorsque le gouvernement égyptien a décrété 1997 « année de l'enfant nubien ». 
Bakkar est un jeune garçon d'environ 10-12 ans qui vit dans un petit village nubien typique du sud de l'Égypte. La série le met en scène dans sa vie quotidienne, avec sa famille, ses amis, à l'école. Ce n'est pas un super-héros, mais un personnage très positif, sensible et honnête, parfois naïf, qui tire profit de ses erreurs et des conseils de son entourage. Quoique Nubien – notamment par son costume, son léger accent – , il n'a pas pour fonction de représenter cette minorité souvent marginalisée du Sud. Au contraire, par les valeurs qu'il incarne, c'est à la quintessence de l'identité égyptienne qu'il cherche à renvoyer. Plusieurs séquences comportent également des références aux enjeux environnementaux.
Chaque épisode est introduit par la même chanson, interprétée par le très célèbre chanteur et acteur Mohammed Mounir (en). Les trois dernières phrases sont reprises par un chœur d'enfants.
La série remporte un grand succès auprès du public égyptien, enfants comme adultes. Elle est déclinée sur de nombreux supports (cassettes, VHS, livres) et récompensée dans des festivals aux Émirats et en Tunisie.